# 대각화 가능 행렬
선형대수학에서 대각화 가능 행렬(對角化可能行列, 영어: diagonalizable matrix)은 적절한 가역 행렬로의 켤레를 취하여 대각 행렬로 만들 수 있는 정사각 행렬이다.

## 정의
환 {\displaystyle K} 위의 {\displaystyle n\times n} 정사각 행렬 {\displaystyle M\in \operatorname {Mat} (n;K)}이 다음 조건을 만족시킨다면, 대각화 가능 행렬이라고 한다.
- {\displaystyle G^{-1}MG}이 대각 행렬이 되는 가역 행렬 {\displaystyle G\in \operatorname {Unit} (\operatorname {Mat} (n;K))}이 존재한다.

## 성질

### 연산에 대한 닫힘
환 {\displaystyle K} 위의 정사각 행렬 {\displaystyle M\in \operatorname {Mat} (n;K)}이 대각화 가능 행렬이라면, 임의의 자연수 {\displaystyle k\in \mathbb {N} }에 대하여 {\displaystyle M^{k}\in \operatorname {Mat} (n;K)} 역시 대각화 가능 행렬이다.
또한, 만약 추가로 {\displaystyle K}가 대수적으로 닫힌 체이며 {\displaystyle M}이 가역 행렬이라면, 임의의 정수 {\displaystyle k\in \mathbb {Z} }에 대하여 {\displaystyle M^{k}\in \operatorname {Mat} (n;K)} 역시 대각화 가능 행렬이다.
그러나 대각화 가능 행렬의 합이나 곱은 (심지어 복소수체 위에서도) 일반적으로 대각화 가능 행렬이 아니다.

### 필요 조건과 충분 조건
체 {\displaystyle K} 위의 {\displaystyle n\times n} 정사각 행렬 {\displaystyle M\in \operatorname {Mat} (n;K)}에 대하여, 다음 조건들이 서로 동치이다.
- {\displaystyle M}은 대각화 가능 행렬이다.
- {\displaystyle M}의 고유 공간들의 차원들의 합이 {\displaystyle n}이다.
- {\displaystyle p(M)=0}이 되는 최소차 일계수 다항식 {\displaystyle p\in K[x]}의 차수가 {\displaystyle k}라고 할 때, {\displaystyle p}는 {\displaystyle k}개의 서로 다른 (중복되지 않는) 근들을 갖는다.

체 {\displaystyle K} 위의 {\displaystyle n\times n} 정사각 행렬 {\displaystyle M\in \operatorname {Mat} (n;K)}에 대하여 다음 조건을 만족시키는 행렬은 대각화 가능 행렬이다.
- 고유 다항식 {\displaystyle \chi _{M}(x)=\det(x-M)\in K[x]}은 {\displaystyle n}개의 서로 다른 (중복되지 않는) 근을 갖는다.

이는 충분 조건이지만, 필요 조건이 아니다.

### 대각화 가능 행렬의 밀도
복소수체 위에서, 대각화 가능 행렬들의 부분 공간은 {\displaystyle n^{2}}차원 아핀 공간 {\displaystyle \operatorname {Mat} (n;\mathbb {C} )}의 부분 공간을 이루며, 그 여집합은 영집합이다 (그 르베그 측도가 0이다). 즉, 거의 모든 복소수 정사각 행렬은 대각화 가능 행렬이다.
반면, 실수체 위에서, 만약 {\displaystyle n\geq 2}일 경우 이는 더 이상 성립하지 않는다.

### 동시 대각화
환 {\displaystyle K} 위의 {\displaystyle n\times n} 정사각 행렬들의 족 {\displaystyle {\mathcal {M}}\subseteq \operatorname {Mat} (n;K)}이 주어졌다고 하자. 만약 다음 조건을 만족시키는 가역 행렬 {\displaystyle G\in \operatorname {Unit} (\operatorname {Mat} (n;K))}이 존재한다면, {\displaystyle {\mathcal {M}}}을 동시 대각화 가능 행렬족(同時對角化可能行列族, 영어: simultaneously diagonalizable family of matrices)이라고 한다.
- 임의의 {\displaystyle M\in {\mathcal {M}}}에 대하여, {\displaystyle G^{-1}MG}는 대각 행렬이다.

체 {\displaystyle K} 위의 {\displaystyle n\times n} 정사각 행렬들의 족 {\displaystyle {\mathcal {M}}\subseteq \operatorname {Mat} (n;K)}에 대하여, 다음 조건들이 서로 동치이다.:206, §6.5; 207, §6.5, Theorem 3
- {\displaystyle {\mathcal {M}}}은 동시 대각화 가능 행렬족이다.
- {\displaystyle M}의 모든 원소는 대각화 가능 행렬이며, {\displaystyle {\mathcal {M}}}은 가환 행렬족이다 (즉, 임의의 {\displaystyle M,N\in {\mathcal {M}}}에 대하여 {\displaystyle MN=NM}).

## 예
모든 대각 행렬은 대각화 가능 행렬이다. 특히, 모든 1×1 행렬은 자명하게 대각화 가능 행렬이다.

### 대각화 불가능 행렬
임의의 체 {\displaystyle K}에서, 행렬
{\displaystyle {\begin{pmatrix}0&1\\0&0\end{pmatrix}}\in \operatorname {Mat} (2;K)}
은 대각화될 수 없다. 이 행렬의 고윳값은 0 밖에 없으며, 그 고유 공간은 1차원이다.
다음과 같은 행렬을 생각하자.
{\displaystyle {\begin{pmatrix}0&1\\-1&0\end{pmatrix}}\in \operatorname {Mat} (2;K)}
{\displaystyle K}가 체일 때, 이 행렬이 대각화 가능 행렬이 될 필요 충분 조건은 다음과 같다.
- {\displaystyle K}에서 {\displaystyle -1}이 두 개의 제곱근을 갖는다.

즉, 만약 {\displaystyle K}의 표수가 2가 아니며, {\displaystyle -1}의 제곱근 {\displaystyle \mathrm {i} \in K}가 존재할 경우 이 행렬은 두 고윳값 {\displaystyle \pm \mathrm {i} }을 가지며, 따라서 대각화 가능 행렬이다. 만약 {\displaystyle K}에서 {\displaystyle -1}이 제곱수가 아닐 경우, 이 행렬은 고윳값을 갖지 않으며, 따라서 대각화 가능 행렬이 아니다. 만약 {\displaystyle K}의 표수가 2일 경우, {\displaystyle -1=1}은 하나의 제곱근만을 가지며, 이 행렬은 하나의 고윳값 (1)을 가지며, 그 고유 공간은 1차원이므로, 따라서 이 행렬은 대각화 가능 행렬이 아니다.

### 대각화의 예
임의의 환 {\displaystyle K}에서, 다음과 같은 행렬을 생각하자.
{\displaystyle M={\begin{pmatrix}1&2&0\\0&3&0\\2&-4&2\end{pmatrix}}\in \operatorname {Mat} (3;K)}
이는 세 개의 고윳값
{\displaystyle \lambda _{1}=3,\quad \lambda _{2}=2,\quad \lambda _{3}=1}
을 가져, 대각화 가능 행렬을 이룬다.
각 고윳값의 고유 벡터는 다음과 같다.
{\displaystyle v_{1}={\begin{pmatrix}-1\\-1\\2\end{pmatrix}},\quad v_{2}={\begin{pmatrix}0\\0\\1\end{pmatrix}},\quad v_{3}={\begin{pmatrix}-1\\0\\2\end{pmatrix}}}
따라서,
{\displaystyle P={\begin{pmatrix}v_{1}&v_{2}&v_{3}\end{pmatrix}}={\begin{pmatrix}-1&0&-1\\-1&0&0\\2&1&2\end{pmatrix}}}
{\displaystyle P^{-1}={\begin{pmatrix}0&-1&0\\2&0&1\\-1&1&0\end{pmatrix}}}
를 정의하면,
{\displaystyle P^{-1}MP=\operatorname {diag} (3,2,1)}
이 된다.

## 같이 보기
- 삼각행렬
- 조르당 표준형